# Llista d'asteroides/81601–81700
| Nom     | Designació provisional | Data de descobriment | Lloc de descobriment | Descobridor/s |
| ------- | ---------------------- | -------------------- | -------------------- | ------------- |
| 81601 - | 2000 HQ58              | 25 d'abril, 2000     | Anderson Mesa        | LONEOS        |
| 81602 - | 2000 HZ60              | 25 d'abril, 2000     | Anderson Mesa        | LONEOS        |
| 81603 - | 2000 HF61              | 25 d'abril, 2000     | Anderson Mesa        | LONEOS        |
| 81604 - | 2000 HG63              | 26 d'abril, 2000     | Anderson Mesa        | LONEOS        |
| 81605 - | 2000 HS64              | 26 d'abril, 2000     | Anderson Mesa        | LONEOS        |
| 81606 - | 2000 HU64              | 26 d'abril, 2000     | Anderson Mesa        | LONEOS        |
| 81607 - | 2000 HX64              | 26 d'abril, 2000     | Anderson Mesa        | LONEOS        |
| 81608 - | 2000 HF65              | 26 d'abril, 2000     | Anderson Mesa        | LONEOS        |
| 81609 - | 2000 HS65              | 26 d'abril, 2000     | Anderson Mesa        | LONEOS        |
| 81610 - | 2000 HT65              | 26 d'abril, 2000     | Anderson Mesa        | LONEOS        |
| 81611 - | 2000 HM66              | 26 d'abril, 2000     | Anderson Mesa        | LONEOS        |
| 81612 - | 2000 HM67              | 27 d'abril, 2000     | Kitt Peak            | Spacewatch    |
| 81613 - | 2000 HE69              | 24 d'abril, 2000     | Anderson Mesa        | LONEOS        |
| 81614 - | 2000 HS69              | 26 d'abril, 2000     | Anderson Mesa        | LONEOS        |
| 81615 - | 2000 HQ70              | 26 d'abril, 2000     | Anderson Mesa        | LONEOS        |
| 81616 - | 2000 HW70              | 26 d'abril, 2000     | Anderson Mesa        | LONEOS        |
| 81617 - | 2000 HZ70              | 26 d'abril, 2000     | Anderson Mesa        | LONEOS        |
| 81618 - | 2000 HP71              | 25 d'abril, 2000     | Anderson Mesa        | LONEOS        |
| 81619 - | 2000 HW72              | 27 d'abril, 2000     | Anderson Mesa        | LONEOS        |
| 81620 - | 2000 HX72              | 27 d'abril, 2000     | Anderson Mesa        | LONEOS        |
| 81621 - | 2000 HF73              | 27 d'abril, 2000     | Anderson Mesa        | LONEOS        |
| 81622 - | 2000 HR73              | 27 d'abril, 2000     | Anderson Mesa        | LONEOS        |
| 81623 - | 2000 HY73              | 27 d'abril, 2000     | Anderson Mesa        | LONEOS        |
| 81624 - | 2000 HW74              | 27 d'abril, 2000     | Socorro              | LINEAR        |
| 81625 - | 2000 HA75              | 27 d'abril, 2000     | Socorro              | LINEAR        |
| 81626 - | 2000 HP75              | 27 d'abril, 2000     | Socorro              | LINEAR        |
| 81627 - | 2000 HW75              | 27 d'abril, 2000     | Socorro              | LINEAR        |
| 81628 - | 2000 HF76              | 27 d'abril, 2000     | Socorro              | LINEAR        |
| 81629 - | 2000 HO76              | 27 d'abril, 2000     | Socorro              | LINEAR        |
| 81630 - | 2000 HT76              | 27 d'abril, 2000     | Socorro              | LINEAR        |
| 81631 - | 2000 HD77              | 27 d'abril, 2000     | Socorro              | LINEAR        |
| 81632 - | 2000 HE77              | 27 d'abril, 2000     | Socorro              | LINEAR        |
| 81633 - | 2000 HH77              | 28 d'abril, 2000     | Anderson Mesa        | LONEOS        |
| 81634 - | 2000 HN77              | 28 d'abril, 2000     | Anderson Mesa        | LONEOS        |
| 81635 - | 2000 HQ77              | 28 d'abril, 2000     | Anderson Mesa        | LONEOS        |
| 81636 - | 2000 HP78              | 28 d'abril, 2000     | Anderson Mesa        | LONEOS        |
| 81637 - | 2000 HW78              | 28 d'abril, 2000     | Anderson Mesa        | LONEOS        |
| 81638 - | 2000 HX78              | 28 d'abril, 2000     | Anderson Mesa        | LONEOS        |
| 81639 - | 2000 HA79              | 28 d'abril, 2000     | Anderson Mesa        | LONEOS        |
| 81640 - | 2000 HX79              | 28 d'abril, 2000     | Anderson Mesa        | LONEOS        |
| 81641 - | 2000 HA80              | 28 d'abril, 2000     | Anderson Mesa        | LONEOS        |
| 81642 - | 2000 HD80              | 28 d'abril, 2000     | Anderson Mesa        | LONEOS        |
| 81643 - | 2000 HP80              | 28 d'abril, 2000     | Anderson Mesa        | LONEOS        |
| 81644 - | 2000 HY80              | 28 d'abril, 2000     | Anderson Mesa        | LONEOS        |
| 81645 - | 2000 HY81              | 29 d'abril, 2000     | Socorro              | LINEAR        |
| 81646 - | 2000 HK82              | 29 d'abril, 2000     | Socorro              | LINEAR        |
| 81647 - | 2000 HT83              | 30 d'abril, 2000     | Anderson Mesa        | LONEOS        |
| 81648 - | 2000 HU83              | 30 d'abril, 2000     | Anderson Mesa        | LONEOS        |
| 81649 - | 2000 HW83              | 30 d'abril, 2000     | Anderson Mesa        | LONEOS        |
| 81650 - | 2000 HH84              | 30 d'abril, 2000     | Socorro              | LINEAR        |
| 81651 - | 2000 HT84              | 30 d'abril, 2000     | Haleakala            | NEAT          |
| 81652 - | 2000 HY84              | 30 d'abril, 2000     | Haleakala            | NEAT          |
| 81653 - | 2000 HJ85              | 30 d'abril, 2000     | Anderson Mesa        | LONEOS        |
| 81654 - | 2000 HO86              | 30 d'abril, 2000     | Anderson Mesa        | LONEOS        |
| 81655 - | 2000 HS86              | 30 d'abril, 2000     | Anderson Mesa        | LONEOS        |
| 81656 - | 2000 HU86              | 30 d'abril, 2000     | Anderson Mesa        | LONEOS        |
| 81657 - | 2000 HD87              | 30 d'abril, 2000     | Kitt Peak            | Spacewatch    |
| 81658 - | 2000 HO87              | 27 d'abril, 2000     | Socorro              | LINEAR        |
| 81659 - | 2000 HS87              | 27 d'abril, 2000     | Socorro              | LINEAR        |
| 81660 - | 2000 HR88              | 28 d'abril, 2000     | Socorro              | LINEAR        |
| 81661 - | 2000 HM89              | 29 d'abril, 2000     | Socorro              | LINEAR        |
| 81662 - | 2000 HJ90              | 29 d'abril, 2000     | Socorro              | LINEAR        |
| 81663 - | 2000 HE92              | 29 d'abril, 2000     | Socorro              | LINEAR        |
| 81664 - | 2000 HM92              | 29 d'abril, 2000     | Socorro              | LINEAR        |
| 81665 - | 2000 HQ94              | 29 d'abril, 2000     | Socorro              | LINEAR        |
| 81666 - | 2000 HW94              | 29 d'abril, 2000     | Anderson Mesa        | LONEOS        |
| 81667 - | 2000 HC96              | 28 d'abril, 2000     | Socorro              | LINEAR        |
| 81668 - | 2000 HE97              | 27 d'abril, 2000     | Socorro              | LINEAR        |
| 81669 - | 2000 HD99              | 25 d'abril, 2000     | Anderson Mesa        | LONEOS        |
| 81670 - | 2000 HX102             | 27 d'abril, 2000     | Anderson Mesa        | LONEOS        |
| 81671 - | 2000 HD103             | 27 d'abril, 2000     | Anderson Mesa        | LONEOS        |
| 81672 - | 2000 HY103             | 27 d'abril, 2000     | Anderson Mesa        | LONEOS        |
| 81673 - | 2000 HA105             | 24 d'abril, 2000     | Kitt Peak            | Spacewatch    |
| 81674 - | 2000 JC                | 2 de maig, 2000      | Prescott             | P. G. Comba   |
| 81675 - | 2000 JO                | 1 de maig, 2000      | Socorro              | LINEAR        |
| 81676 - | 2000 JB1               | 1 de maig, 2000      | Socorro              | LINEAR        |
| 81677 - | 2000 JW1               | 2 de maig, 2000      | Socorro              | LINEAR        |
| 81678 - | 2000 JX2               | 3 de maig, 2000      | Socorro              | LINEAR        |
| 81679 - | 2000 JB4               | 4 de maig, 2000      | Prescott             | P. G. Comba   |
| 81680 - | 2000 JS4               | 1 de maig, 2000      | Kitt Peak            | Spacewatch    |
| 81681 - | 2000 JQ5               | 1 de maig, 2000      | Socorro              | LINEAR        |
| 81682 - | 2000 JA6               | 2 de maig, 2000      | Socorro              | LINEAR        |
| 81683 - | 2000 JV6               | 4 de maig, 2000      | Socorro              | LINEAR        |
| 81684 - | 2000 JJ7               | 6 de maig, 2000      | Bergisch Gladbach    | W. Bickel     |
| 81685 - | 2000 JH9               | 3 de maig, 2000      | Socorro              | LINEAR        |
| 81686 - | 2000 JM9               | 3 de maig, 2000      | Socorro              | LINEAR        |
| 81687 - | 2000 JU9               | 4 de maig, 2000      | Socorro              | LINEAR        |
| 81688 - | 2000 JF11              | 3 de maig, 2000      | Socorro              | LINEAR        |
| 81689 - | 2000 JX11              | 5 de maig, 2000      | Socorro              | LINEAR        |
| 81690 - | 2000 JJ12              | 5 de maig, 2000      | Socorro              | LINEAR        |
| 81691 - | 2000 JD14              | 6 de maig, 2000      | Socorro              | LINEAR        |
| 81692 - | 2000 JN14              | 6 de maig, 2000      | Socorro              | LINEAR        |
| 81693 - | 2000 JU14              | 6 de maig, 2000      | Socorro              | LINEAR        |
| 81694 - | 2000 JT15              | 3 de maig, 2000      | Socorro              | LINEAR        |
| 81695 - | 2000 JU15              | 4 de maig, 2000      | Socorro              | LINEAR        |
| 81696 - | 2000 JC17              | 5 de maig, 2000      | Socorro              | LINEAR        |
| 81697 - | 2000 JD17              | 5 de maig, 2000      | Socorro              | LINEAR        |
| 81698 - | 2000 JG17              | 5 de maig, 2000      | Socorro              | LINEAR        |
| 81699 - | 2000 JY17              | 6 de maig, 2000      | Socorro              | LINEAR        |
| 81700 - | 2000 JU19              | 6 de maig, 2000      | Socorro              | LINEAR        |